# خانم آمریکایی و شاهزاده دل‌شکسته
«خانم آمریکایی و شاهزاده دل‌شکسته» (انگلیسی: Miss Americana & the Heartbreak Prince) ترانه‌ای خواننده-ترانه‌سرای آمریکایی تیلور سوئیفت است که در هفتمین آلبوم استودیویی‌اش، عاشق (۲۰۱۹) قرار داشت. سوئیفت این ترانه را همراه با جوئل لیتل نوشت و تهیه‌کنندگی کرد.